# Lignyoptera
Lignyoptera is een geslacht van vlinders van de familie spanners (Geometridae).

## Soorten
- L. fumidaria (Hübner, 1825)
- L. thaumastaria Rebel, 1901